# Den skautů

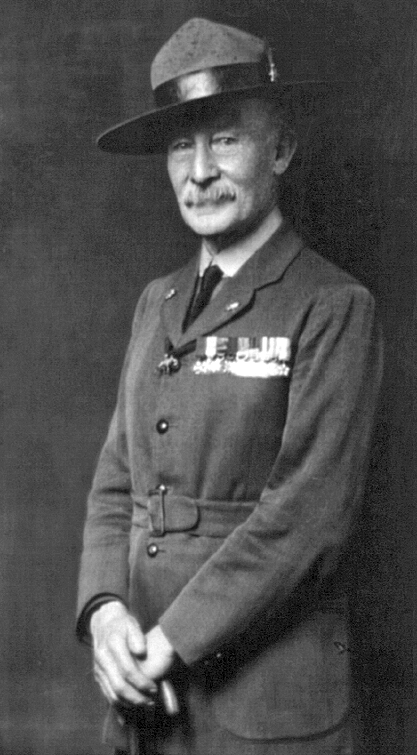
Generál Robert Baden-Powell zakladatel skautského hnutí

Den skautů nebo Den skautek je obecný pojem pro výjimečné dny, uznávané členy skautského hnutí v průběhu celého roku. Některé z těchto dnů mají náboženský význam, zatímco jiné mohou být jednoduchou oslavou skautingu. Typicky to je den, kdy všichni skauti znovu potvrzují svůj skautský slib.

## Dny Zakladatelů
Po celém světě se Den zakladatelů slaví téměř ve všech skautských organizacích 22. února, na narozeniny Roberta Baden-Powella, 1. barona Baden-Powella (1857–1941), zakladatele skautingu, a shodou okolností i jeho ženy Olave Baden-Powellové (1889–1977), spoluzakladatelky Světového sdružení skautek.
Jednotlivé organizace také v jiných termínech oslavují svoje vlastní založení, i když tyto oslavy jsou obecně omezeny na takzvaná "velká" výročí, jako desetiletí. Skautky z USA slaví Den zakladatelů 31. října, na narozeniny Juliette Lowové, spoluzakladatelky dívčího skautu v USA společně s Robertem Baden-Powellem.

## Světový den zamyšlení
Den zamyšlení se slaví 22. února.
Světová asociace skautek (WAGGGS) si vybrala datum narozenin zakladatelů skautingu Roberta Baden-Powella a Olave Baden-Powellové. Tento den slaví sdružení skautek i skautů. Obvykle se ho účastní i sdružení SAGNOs, jež jsou současně součástí WAGGGS i Světové organizace skautského hnutí (WOSM). Slaví ho také některá chlapecky orientovaná skautská sdružení, která patří do WOSM (např. v Řecku, kde se svátek jmenuje Imera Skepseos).

## Den svatého Jiří
Svatý Jiří je patronem skautingu. Nejbližší neděle od 23. dubna je v některých zemích uznávána jako svátek, například ve Spojeném království a ve Španělsku.
V Británii mnoho skautských okresů oslavuje tento den přehlídkou skupin a sekcí, v kostele nebo na jiném vhodném místě. Skautské oddíly pak většinou venku (kde se služba koná), znovu potvrzují své skautské sliby.
Nicméně se stává obtížnější získat podporu účasti mladých členů, takže mnoho okresů vzdalo pořádání průvodu a mši a více se orientují na rodinné dny. Zaměření dne je stále na potvrzení Slibu všech členů.

### Windsor a Královnini Skauti
Každý Den svatého Jiří je také poznamenán službou v Kapli sv. Jiří na hradě Windsor, který je otevřený všem, kdo v předchozím roce obdrželi Královnin skautský řád, nejvyšší skautské vyznamenání ve Spojeném království a v celém britském Společenství národů.

## Skautská neděle, Skautský Jumuah, a Skautský Sabbath (Boy Scouts of America)

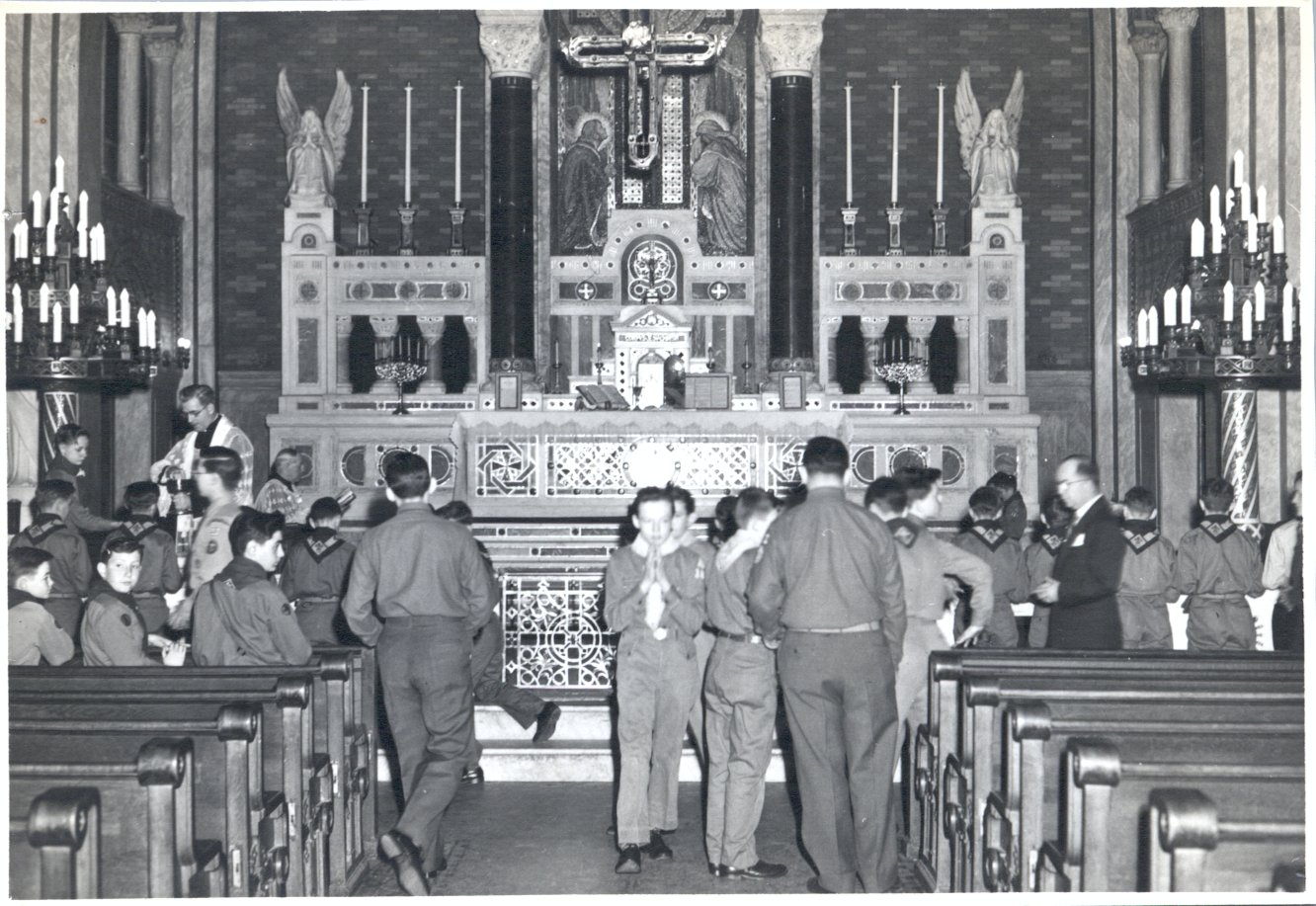
Skauti na Skautské neděli ve Filadelfii, 1949

Boy Scouts of America mají určenou neděli předcházející 8. únoru nebo 8. únor, pokud to je neděle, jako Skautskou neděli, následující pátek jako Skautský Jumuah, a následující sobota je označena jako Skautský Sabbath. evangelické Církve Metodistické a Presbyteriánské Církve (USA) slaví Skautskou neděli druhou neděli v únoru, aby nedošlo k rozporu s jejich Proměnění v neděli.
Tento den, je možno označit za den vzniku skautingu ve Spojených státech. Uznání se liší dle jednotky a národního prostředí. Skauti jdou na svoje místa uctívání v kroji a pomáhají se službami.
Ve Spojených státech byl skauting používán církvemi, chrámy, synagogami a mnoha jinými náboženskými organizacemi jako součást jejich společenství mladých. Přibližně 50 procent všech skautských jednotek jsou provázané s nějakou náboženskou skupinou. Tyto rituály nabízejí příležitost pro shromáždění na počest Skautů, stejně jako se dozvědět více sami o hodnotě skautingu jako program pro mládež.

## Skautský týden (Skautky ve Spojených státech)
Skautky v USA slaví Skautský Týden v týdnu, který zahrnuje 12. března. První Skautský oddíl byl založen Juliette Gordon Low v Savannah, v Georgii v roce 1912.

## Týden Skautů a Skautek (Kanada)
V Kanadě Skautky i Skauti oslavují Týden Skautů a Skautek, je týden (neděle-neděle), v němž je 22. únor (mimo první neděli). V tento den obě skupiny často pořádají společné akce.

## Africký Skautský Den
Africký Skautský Den je den oslav pro skauty v Africe a koná se každoročně 13. března. Na 62. řádném zasedání Rady Ministrů tehdy OAJ, (v současné době Africká Unie) v Addis Abebě v roce 1995 byla schválena usnesením, že skauting v Africe musí být uznán a jako takový je dne 13. března oslavován jako Africký Skautský Den.

## Světový šátkový den
Světový šátkový den je snaha povzbudit aktivní a bývalé Skauty po celém světě nosit své šátky na veřejnosti každoročně na 1. srpna jako symbol Skautského slibu a ducha skautingu. Byl propagován na Facebooku  a Skautskými organizacemi od roku 2007.[zdroj?] Datum události připomíná první skautský tábor na Ostrově Brownsea v roce 1907.

## Týden Skautské Služby a Veřejných vztahů (Srí Lanka)
Týden Skautské Služby a Veřejných vztahů se koná každoročně v červnu–červenci. Hlavním účelem je ukázat důstojnost a hodnotu práce. Akce začíná za účasti skautů ze všech 37 okresů současně čítající přibližně 40 000 skautů ve věku mezi 7 a 18 lety. Patrola skládající se ze čtyř nebo více skautů v krojích nosí oficiální kasičku danou Srí Lanskou Skautskou Asociací pro veřejné příspěvky. Skauti sbírají peníze pro své oddíly prostřednictvím Týdne Skautské Služby a Veřejných vztahů každý rok. Jdou do domů, dílen nebo kanceláří a pomáhají jejich majitelům s drobnou prací, kterou mohou dělat. Lidé jim poté dají malé množství peněz za jejich úsilí. Sdružení žádá veřejnost, aby jim přispívala velkoryse, protože to je hlavní zdroj získávání finančních prostředků na ostatní projekty.

## Termíny oslav dle země
| Datum        | Jméno                        | Místo                          | Připomínka                                                                               |
| ------------ | ---------------------------- | ------------------------------ | ---------------------------------------------------------------------------------------- |
| 1. ledna     | Den skautů                   | Barma                          |                                                                                          |
| 8. února     | Den skautů                   | Spojené státy americké         | Připomínají založení Boy Scouts of America v roce 1910                                   |
| 22. února    | Thinking Day                 | Celosvětově (skauti & skautky) | Připomíná společné narozeniny skautských zakladatelů                                     |
| 22. února    | Den zakladatelů              | Celosvětově (skauti & skautky) | Připomíná společné narozeniny skautských zakladatelů                                     |
| 5. března    | Den skautů                   | Čína (Tchaj-wan)               |                                                                                          |
| 12. března   | Girl Scout Birthday          | Spojené státy americké         | Připomína vznik první družiny skautek v USA                                              |
| 18. dubna    | Den skautů                   | Arménie                        | Sociální a skautské práce probíhají v jednom z ústředních parků města Jerevan            |
| 19. dubna    | Den skautek                  | Gruzie                         | Výroční první konference skautek v roce 1997                                             |
| 19. dubna    | Den skautů                   | Ázerbájdžán                    |                                                                                          |
| 23. dubna    | Den sv. Jiří                 | Spojené království             | Přehlídka královniných skautů ve Windsor Castle                                          |
| 23. dubna    | Den sv. Jiří                 | Dánsko                         | Přehlídka skládání skautského slibu                                                      |
| 23. dubna    | Den skautů                   | Mexiko                         |                                                                                          |
| 24. dubna    | Den sv. Jiří                 | Česko                          | Oslavováno 24. dubna, protože 23. dubna je svátek českého patrona Svatého Vojtěcha       |
| 19. května   | Den skautů                   | Chorvatsko                     | První trénink v roce 1950                                                                |
| 22. května   | Den dívčího skautingu        | Japonsko                       |                                                                                          |
| 30. května   | Národní den skautů           | Maledivy                       | Skauting začal v prvním oddíle v Maledivské škole                                        |
| 31. května   | Vietnamese Scouting Day      | Vietnam                        |                                                                                          |
| Konec května | Scout Movement Week          | Libérie                        | V roce 2009 se akce konala 25. až 30. května                                             |
| 1. července  | Den skautů                   | Thajsko                        | Skauti vzdávají poctu králi Vajiravudhovi a účastní se průvodů                           |
| 3. července  | Den skautů                   | Nepál                          | 2009 byl 57 skautský den                                                                 |
| 1. srpna     | Světový den skautských šátků | Celosvětově (skauti & skautky) | Many people followed the call and thus made the spirit of scouting visible               |
| 1. srpna     | World Scout Day              | Austrálie                      | Den, kdy skauti Austrálie oznamují a oslavují ceny pro dospělé za celý rok               |
| 14. srpna    | Pramuka Day                  | Indonésie                      | Vyznamenává národní skautky Indonésie (Pramuka) za první veřejnou přehlídku v roce 1961  |
| 5. září      | Scout and Good Action Day    | Argentina                      | Oslavuje skaut a dobrý den jednání a dělá dobročinnou práci, dary a osobní dobrou práci. |
| Říjen        | Skautský měsíc               | Filipíny                       | Skauti Filipín byl nakoupeni kongresem 31. října 1936.                                   |
| Různě        | Girl Guides Day              | Brunej                         | První byla 6. října 1985, která se rozhodla být poblíž narozenin královského patrona     |